# Zdzisław Cmoluch
Zdzisław Cmoluch (ur. 14 listopada 1925 w Łążku Zaklikowskim, zm. 16 lutego 2000 w Lublinie) – polski koleopterolog.
W czasie II wojny światowej stracił rodzinę. Działał w AK pod pseudonimem „Jaskółka”. Po wojnie służył w Oficerskiej Szkole Broni Pancernej. Po ukończeniu Liceum Pedagogicznego w Lublinie rozpoczął studia na UMCS w Lublinie. W czasie studiów pracował jako nauczyciel w  Szkole Podstawowej i Liceum Ogólnokształcącym TPD nr 1 w Lublinie. Stopień magistra uzyskał na Uniwersytecie Mikołaja Kopernika w Toruniu w 1955. W tym samym roku został asystentem w Katedrze Zoologii Systematycznej Uniwersytetu Marii Curie-Skłodowskiej, pod kierunkiem Konstantego Strawińskiego. Na UMCS doktoryzował się (w 1962) i uzyskał habilitację (w 1970). W 1971 został docentem, w 1986 profesorem nadzwyczajnym , w 1994 – profesorem zwyczajnym. 
Do jego zainteresowań naukowych należały systematyka, ekologia, zoogeografia, faunistyka, bionomia i teratologia ryjkowców. Badał biologię Larinus brevisi i Baris coerulescens oraz strukturę zgrupowań ryjkowcowatych w różnych środowiskach środkowo-wschodniej Polski. Opisał 3 nowe gatunki ryjkowcowatych.
Opublikował 83 prace, w których opisał ponad 760 gatunków owadów, głównie z terenu Polski. Opracował 4 zeszyty z serii „Klucze do Oznaczania
Owadów Polski”. Zebrał ponad 10 tysięcy okazów, które jako kolekcja „Curculionidea Europy” znajduje się w zbiorach Zakładu Zoologii UMCS.
W latach 1973–1996 był kierownikiem Zakładu Zoologii UMCS. Był promotorem 167 prac magisterskich, 6 przewodów doktorskich, recenzentem 9 rozpraw doktorskich i 2 habilitacyjnych.
Działał w Lubelskim Towarzystwie Naukowym, Polskim Towarzystwie Entomologicznym i Polskim Towarzystwie Zoologicznym.

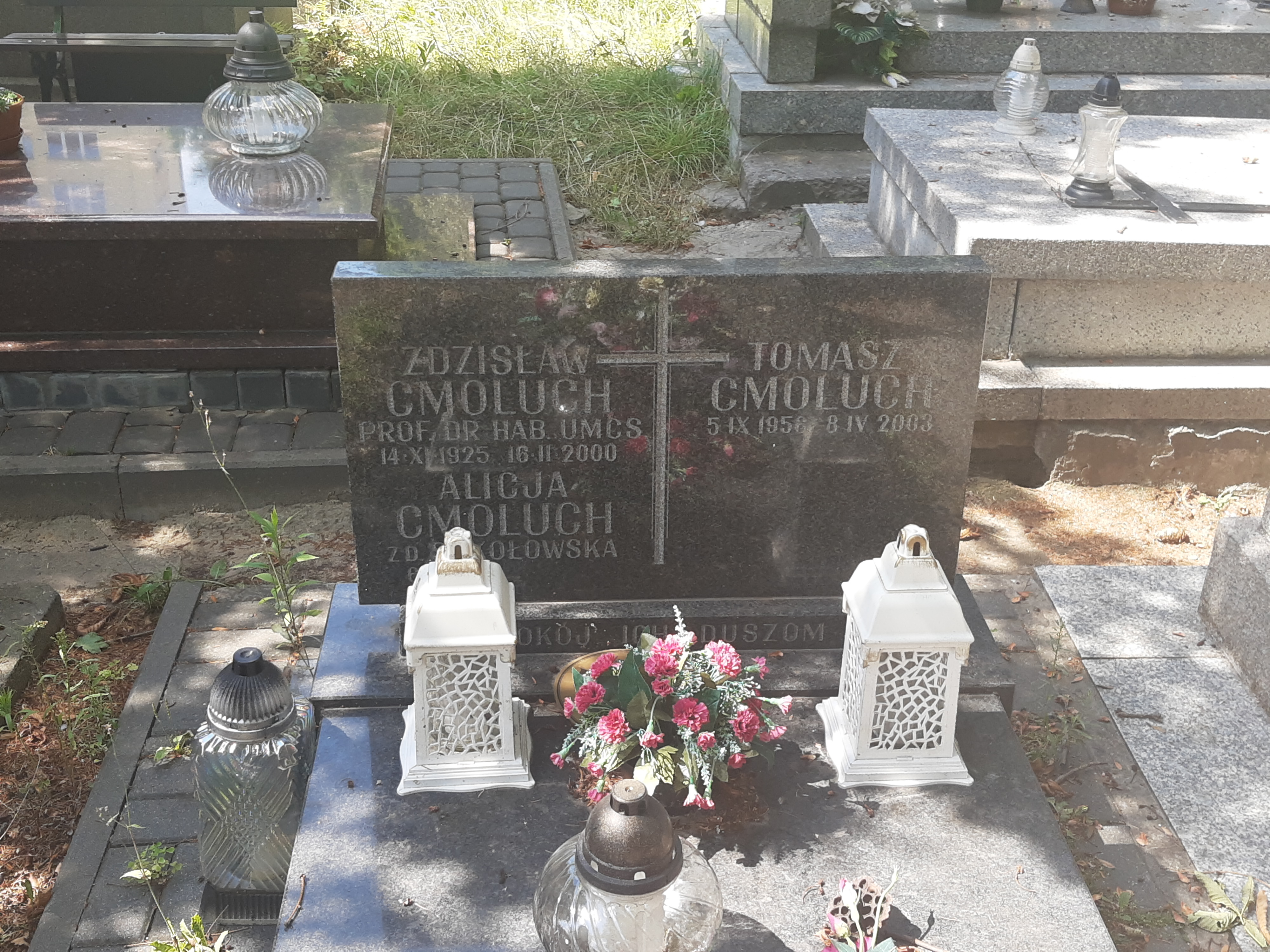
Grób prof. Zdzisława Cmolucha na cmentarzu przy ulicy Lipowej

## Nagrody i odznaczenia[2][1]
- Krzyż Kawalerski Orderu Odrodzenia Polski (1986)
- Medal Komisji Edukacji Narodowej (1993)
- Złoty Krzyż Zasługi (1974)
- Nagroda III stopnia Ministra Szkolnictwa Wyższego i Techniki
- Medal „Za Zasługi dla Rozwoju Polskiego Towarzystwa Entomologicznego” (1998)
- Odznaka Grunwaldzka
- Odznaka „Weteran Walk o Wolność i Niepodległość Ojczyzny”